# Amphipoea castaneo-flavo
Amphipoea castaneo-flavo là một loài bướm đêm trong họ Noctuidae.